# 六氟-1,3-丁二烯
六氟-1,3-丁二烯是一种氟代烯烃，化学式为C4F6。它可由三氟乙烯基氯化锌和氯化铜在1,3-二甲基-2-咪唑啉酮中反应制得。它和三氟亚硝基甲烷反应，可以得到全氟-3,6-二氢-2-甲基-1,2-噁嗪。